# 宗教隔離
宗教隔離是指人們根據自己的宗教進行隔離的一種社會現象，也指法律規定或隱含的隔離制度。

## 穆斯林与非穆斯林的隔离

### 伊斯兰国家

#### 伊朗
伊朗以伊斯蘭教為國教，由什葉派宗教學者等級領導神權政治。伊朗把非穆斯林的一神論者身分定為齊米（Dhimmi，「順民」），美國國務院確認有「基於宗教信仰的監禁、騷擾、恐嚇和歧視」事件在伊朗發生。
伊朗憲法中，巴哈伊教不屬於當局承認的少數宗教群體，在伊朗被認為是叛教者，因為該教相信較穆罕默德晚出生的先知巴哈歐拉，違背伊斯蘭教中關於穆罕默德是最後一位被派往人類的使者的教義。有信奉巴哈伊教的學生因宗教被大學開除，而巴哈伊教教育工作者必須放棄宗教信仰以獲得伊朗的大學教席。

#### 沙特阿拉伯

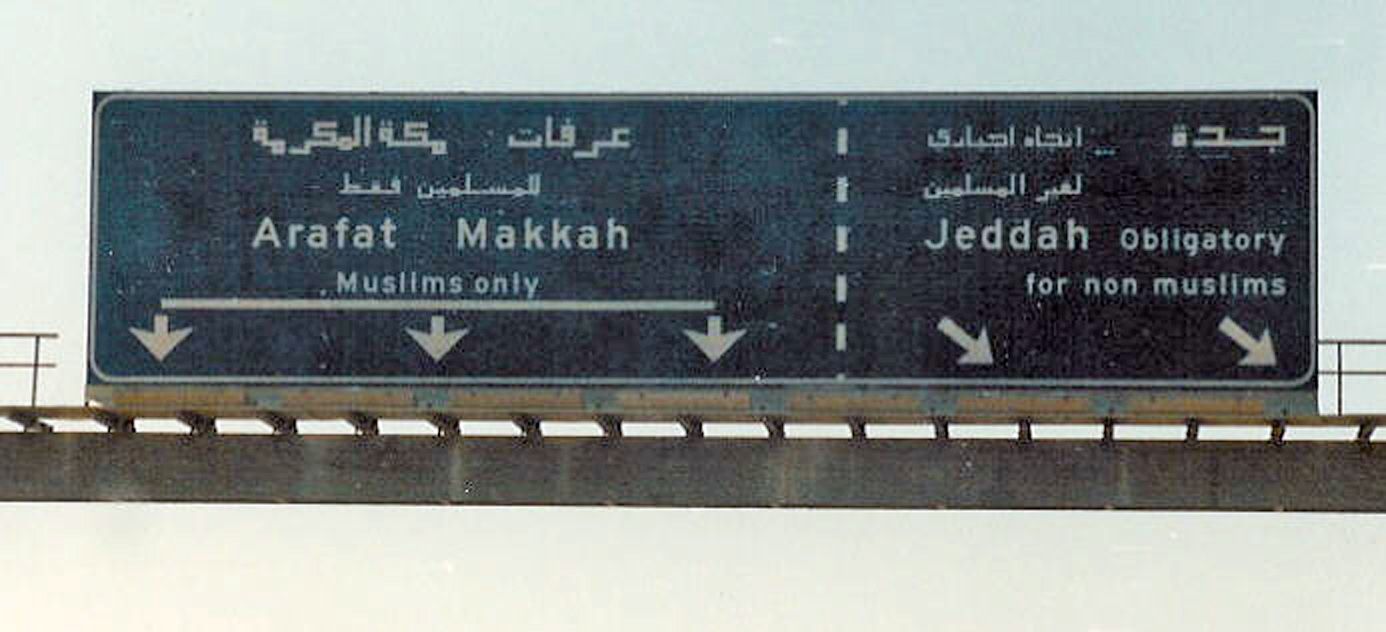
在通往麥加的高速公路上的路標向穆斯林和非穆斯林指示不同方向，宗教警察在主要道路的側路駐守，防止非穆斯林進入麥加。

2004年3月1日之前，沙烏地阿拉伯政府官方網站明文規定猶太人被禁止進入該國。法律只容許穆斯林進入位於該國的聖城麥加和麥地那，非穆斯林不得進入或穿越麥加，試圖進入可能會受懲處如罰款，踏足麥加更可能會被驅逐出境。由於這個規定所限，在這些城市提供服務的外國公司必須僱用穆斯林員工或讓非穆斯林員工在城外工作。
20世紀80年代，麥加和麥地那的電話服務由加拿大貝爾電話公司（Bell Canada）提供，該公司在城外設立非穆斯林員工的辦公室，而在1970年代後期因招聘涉及宗教和性別歧視而被告上加拿大人權仲裁庭（Canadian Human Rights Tribunal）。

## 其他

### 英國
倫敦的宗教隔離較種族隔離常見，其中有四分一居民自願選擇在宗教隔離的社區居住。

### 波斯尼亞和黑塞哥維那
《衛報》記者認為波斯尼亞和黑塞哥維那是「一個依賴、被扼殺和種族隔離的國度」，並形容聯合國駐波黑國際高級代表以「聯合國認可的自由帝國主義」控制波斯尼亞，造成「依賴、扼殺民間社會，當地因戰亂受傷和失業的居民受外國領薪人員管治，因而形成非常明顯的金融隔離制度」。